# Битка при Монтеноте
Битката при Монтеноте се състои на 12 април 1796 г. край едноименното селце в Северозападна Италия.
Това е първата победа на Наполеон Бонапарт по време на италианската му кампания (1796 – 1797). Французите надделяват над обединените войски на Австрийската империя и Кралство Сардиния, които са под командването на граф Арженто.
В началото на похода Наполеон напредва по крайбрежието на Лигурия и вбива клин между австрийските войски на генерал Болю и австро-сардинската армия на Арженто. След като е атакуван на 10 април от Болю близо до Генуа, Бонапарт контраатакува дясното крило на обединената армия при Монтеноте. На 12 април въвлича Арженто в битка, заповядвайки на генерал Лахарп да атакува фронтално, а на генерал Масена – да напредне срещу десния фланг на австро-сардинските сили. Граф Арженто опитва да спре френския маньовър, но реагира твърде късно и неговите войски са разпръснати, като пленниците съставляват по-голямата част от загубите му.